# 256

256(이백오십육)은 255보다 크고 257보다 작은 자연수다.

## 수학
- 합성수로, 그 약수는 1, 2, 4, 8, 16, 32, 64, 128, 256이다. 진약수의 합은 255이므로, 256은 부족수다.
- 16번째 제곱수(162)다. 앞의 제곱수는 225, 다음은 289다.
- 4번째 네제곱수(44)다. 앞의 네제곱수는 81, 다음은 625다.
- 2번째 8제곱수(28)다. 다음 8제곱수는 6561이다.
- {\displaystyle 63^{4}-1}은 256으로 나누어떨어진다.

## 과학
- 256은 끈 이론에서 2의 n제곱으로 라그랑지언을 계산할 때 나온다.
- NGC 256: 큰부리새자리 방향에 있는 산개성단.

## 교통
- 일본 256번 국도(일본어판): 기후현 기후시에서 나가노현 이다시까지 이어지는 일본의 국도.
- 현도 제256호선

## 문화유산
- 대한민국의 국보 제256호: 초조본 대방광불화엄경 주본 권1
- 대한민국의 보물 제256호: 공주 갑사 철당간
- 대한민국의 사적 제256호: 서울 정동교회

## 방송
- 지니 TV의 슬로우TV 채널 번호.
- B tv의 영어 국제 방송인 아리랑TV 채널 번호.
- LG헬로비전의 일본 공영 방송인 NHK WORLD JAPAN 채널 번호.

## 기타
- 연도: 256년, 기원전 256년